# Бластомер

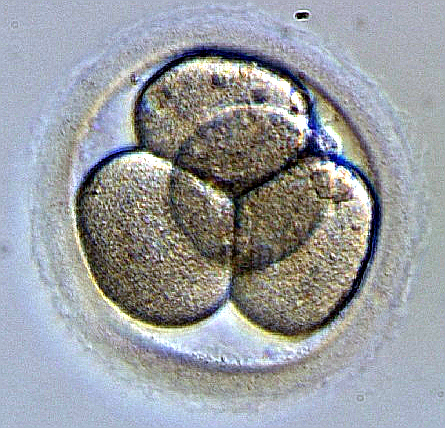
Ембріон людини на стадії 4 бластомерів (2-га доба після запліднення)

Бластоме́ри (грец. βλαστος — паросток і грец. μερος — частина) — клітини, що утворюються в результаті дроблення заплідненого яйця тваринного організму. Від клітин зародка на пізніших стадіях розвитку (після завершення стадії дроблення) бластомери відрізняються більшими розмірами та морфологічною однорідністю.
Бластомерами називають перші 2 клітини, які утворилися після першого поділу зиготи та є ідентичними між собою. Потім бластомерів стає 4, 8, 16, 32 й далі, допоки клітини зародка є морфологічно подібними.
У ссавців після стадії 16 бластомерів формується морула, клітини якої вже не є рівнозначними.

## Тотипотентність
Ранні бластомери характеризуються тотипотентністю, тобто при відділенні один від одного можуть призвести до формування цілого окремого організму. Такі властивості бластомерів вперше було доведено німецьким ембріологом Гансом Шмпеманом на початку XX століття в дослідах на тритонах.[джерело?] У морських їжаків тотипотентними є бластомери на 8-клітинній стадії, а в морських зірок — до 32-клітинної. Для ссавців показано тотипотентність тільки для бластомерів, утворених в результаті найперших поділів. Так у мишей здатні сформувати повноцінний організм лише зародки, утворені з двох перших бластомерів, а при розділенні 4 бластомерів кожен з них починає розвиток, але гине одразу після імплантації через малий розмір. Відомо, що в овець тотипотентими є 2 перших бластомери. Натомість у людей та корів тотипотентні й бластомери з 4-клітинної стадії.
При цьому якщо зруйнувати, але не від'єднати один з двох перших бластомерів у зародків низки тварин, зокрема в голкошкірих та амфібій, то інший неушкоджений бластомер починає формувати половину зародка, що свідчить про наявність взаємодій між бластомерами.